# De treci podul Ponoarelor
De treci podul Ponoarelor este un film românesc din 1967 regizat de Gheorghe Horvath.